# Ashland (Maine)
Ashland es un pueblo ubicado en el condado de Aroostook en el estado estadounidense de Maine. En el Censo de 2010 tenía una población de 1.302 habitantes y una densidad poblacional de 6,16 personas por km².

## Geografía
Ashland se encuentra ubicado en las coordenadas 46°39′2″N 68°23′18″O / 46.65056, -68.38833. Según la Oficina del Censo de los Estados Unidos, Ashland tiene una superficie total de 211.2 km², de la cual 208.27 km² corresponden a tierra firme y (1.39%) 2.93 km² es agua.

## Demografía
Según el censo de 2010, había 1.302 personas residiendo en Ashland. La densidad de población era de 6,16 hab./km². De los 1.302 habitantes, Ashland estaba compuesto por el 98.62% blancos, el 0.69% eran afroamericanos, el 0.23% eran amerindios, el 0.31% eran asiáticos, el 0% eran isleños del Pacífico, el 0% eran de otras razas y el 0.15% pertenecían a dos o más razas. Del total de la población el 0.61% eran hispanos o latinos de cualquier raza.